# Hou Fenglian

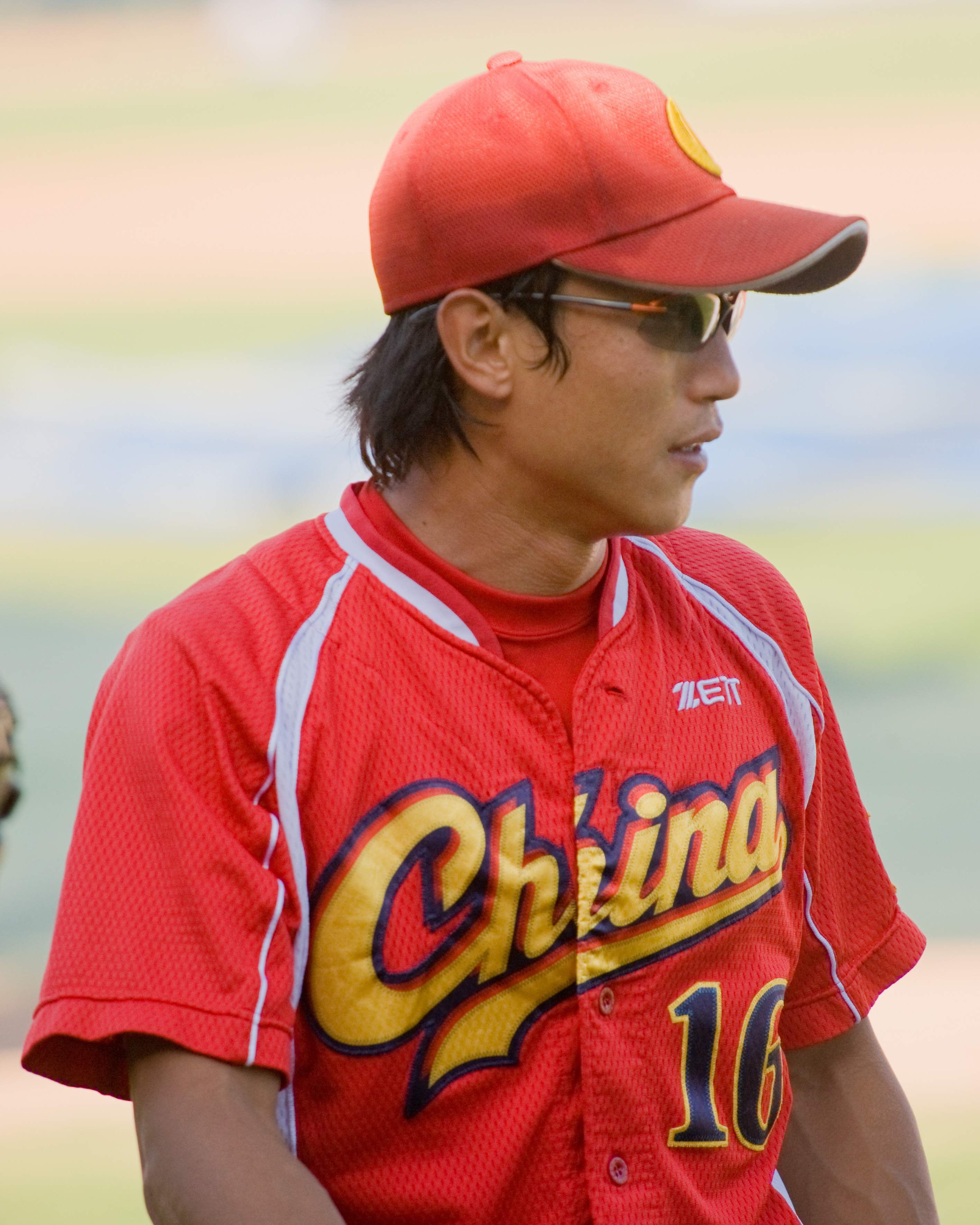
Hou Fenglian

Hou Fenglian (chinesisch 侯凤连, Pinyin Hóu Fènglián; * 11. Juli 1980 in Tianjin) ist ein chinesischer Baseballspieler, der mit dem Nationalteam bei den Olympischen Sommerspielen 2008 in Peking teilnahm.

## Karriere
- 1991 Tianjin Xiqing Sports School (Baseball);
- 1996 Team von Tianjin
- 2000 Nationalteam
- 2005 Chinesische Nationalspiele: erster mit dem Team von Tianjin